# Сан-Микеле-аль-Тальяменто
Сан-Микеле-аль-Тальяменто (итал. San Michele al Tagliamento) — коммуна в Италии, располагается в провинции Венеция области Венеция.
Население составляет 11 418 человек, плотность населения составляет 102 чел./км². Занимает площадь 112 км². Почтовый индекс — 30028. Телефонный код — 0431.
Покровительницей коммуны почитается Пресвятая Богородица (Madonna della Salute), празднование 21 ноября.